# Linia kolejowa nr 672
Linia kolejowa 672 – drugorzędna, głównie dwutorowa, zelektryfikowana linia kolejowa znaczenia państwowego łącząca posterunek odgałęźny Maciejów Północny i stację techniczną Zabrze Makoszowy Kopalnia.
Linia w całości została zaklasyfikowana do kompleksowej sieci transportowej TEN-T.